# Qui pretium meriti ab improbis desiderat, bis peccat
La locuzione latina Qui pretium meriti ab improbis desiderat, bis peccat, tradotta letteralmente, significa chi vuole farsi pagare i favori fatti ai cattivi, sbaglia due volte (Fedro).
È la morale di una delle Favole di  Esopo, Il Lupo e la Gru.

Il lupo con un osso infilato nella gola prometteva un premio a chi glielo avesse estratto: la gru gli fece la difficile operazione, ma quando chiese una ricompensa si sentì rispondere: "Ingrata, dopo aver ritirata la testa incolume dalla mia bocca hai ancora il coraggio di fare simili richieste ?"